# Pflegekammer
Eine Pflegekammer ist eine Körperschaft des öffentlichen Rechts, in der kraft Gesetzes Angehörige der Pflegeberufe Pflichtmitglieder sind. Pflegekammern sind landesweit organisiert. Den gesetzlichen Rahmen geben dort, wo es Pflegekammern gibt, die Bundesländer in den jeweiligen Heilberufe-Kammergesetzen oder separaten Kammergesetzen vor. Die Rechtsaufsicht obliegt dem jeweils zuständigen Ministerium des Bundeslandes. Ein Pflegering unterscheidet sich von einer Pflegekammer dadurch, dass in ihm die Mitgliedschaft freiwillig ist.
Pflegekammern übernehmen sowohl die Funktion der Selbstverwaltung ihres Berufsstandes als auch je nach gesetzgeberischem Ermessen als legitim geltende öffentliche Aufgaben, an deren Erfüllung laut herrschender Rechtsprechung ein gesteigertes Interesse der Gemeinschaft besteht. Die Pflegekammer Niedersachsen veröffentlichte im Dezember 2018 einen „Bericht zur Lage der Pflegefachberufe in Niedersachsen“, in dem betont wird, dass es darauf ankomme, „fundierte und nachhaltige Entscheidungen im Sinne der Pflegenden und der zu Pflegenden treffen zu können“. Hierdurch wird deutlich, dass sich die Pflegekammer auch als zuständig für die Interessen von zu Pflegenden betrachtet.
2022 bestehen mit der Landespflegekammer Rheinland-Pfalz und der Pflegekammer Nordrhein-Westfalen zwei Pflegekammern in Deutschland. Sowohl die Schleswig-Holsteinische Pflegeberufekammer wie auch die
Pflegekammer Niedersachsen wurden mittlerweile aufgelöst.

## Ziele und Aufgaben
Die Pflegekammer verfolgt mehrere Ziele. Oberste Priorität hat die Sicherstellung einer sachgerechten professionellen pflegerischen Versorgung nach aktuellen pflegewissenschaftlichen Erkenntnissen. Damit geht einher, die Qualitätssicherung in der Pflege zu fördern sowie pflegewissenschaftliche Erkenntnisse zu nutzen. Auf der anderen Seite gilt es, die Identifizierung der Kammermitglieder mit ihrem Beruf zu fördern, Sicherheit für Berufsinhaber zu bieten  sowie die Selbstverwaltung des Berufsstandes der Pflegenden 
zu ermöglichen. Damit umfassen die Ziele einer Pflegekammer den klassischen kammertypischen Dreiklang: Standesvertretung, Standesaufsicht und Standesförderung.
Aus diesen Zielen resultieren folgende Aufgaben einer Pflegekammer:
- Schaffung einer einheitlichen Berufsethik  und Berufsordnung,
- Registrierung aller Angehörigen der Pflegeberufe,
- Beratung des Gesetzgebers, Beteiligung bei Gesetzgebungsverfahren und Kooperation mit der öffentlichen Verwaltung, Auslegung gesetzlicher Bestimmungen, Umsetzung von Gesetzen, Anfertigung von Sachverständigengutachten,
- Kooperation und Kontaktpflege mit anderen nationalen und internationalen Institutionen im Gesundheitswesen,
- Förderung, Überwachung und Anerkennung der beruflichen Fort- und Weiterbildung, Abnahme von Prüfungen, Festlegung von Standards für Ausbildung und Praxis,
- Regelung der Gutachtertätigkeit und Benennung von Sachverständigen,
- Schiedsstellentätigkeit zur Beilegung von Streitigkeiten, die sich aus der Berufsausübung zwischen den Mitgliedern oder diesen und Dritten ergeben,
- Einschreiten bei Missachtung der Berufsethik und Berufsordnung,
- Information der Kammermitglieder,
- Erhebung und Auswertung berufsrelevanter Daten sowie
- Öffentlichkeitsarbeit.[6]

In einem Gutachten zur Interessenvertretung der Pflegeberufe schreibt Gerhard Igl:

„Die verschiedenen Bestandsaufnahmen der pflegerischen Tätigkeit im Gesundheits- und Pflegewesen weisen deutlich darauf hin, dass es an der Zeit ist, die Rechtsordnung für die Pflege so zu gestalten, dass sie den Realitäten entspricht. Diese Realität ist gekennzeichnet von den Anforderungen hoher Professionalität und Verantwortungsnahme und von sozialem Engagement, dies bei einer gesellschaftlich durchaus nicht flächendeckenden und angemessenen Wertschätzung des Pflegeberufes (S. 37).“

Die Gewerkschaft Ver.di bezweifelt grundsätzlich, dass Pflegekammern die auf sie gesetzten Hoffnungen erfüllen können:
„Die Pflegekammern wollen durch Berufsordnungen und [die] Überwachung der Berufspflichten vor unsachgemäßer Pflege schützen. Verstöße sollen sanktioniert werden. Es gibt bereits Berufsordnungen in Hamburg, Bremen, Saarland und in Sachsen. Da steht zum Beispiel drin – ich zitiere aus der Berufsordnung des Saarlands: ‚Pflegefachkräfte sind verpflichtet, ihren Beruf entsprechend dem allgemein anerkannten Stand pflegewissenschaftlicher, medizinischer und weiterer bezugswissenschaftlicher Erkenntnisse auszuüben.‘ Ein richtiges Ziel. Aber wie soll das gehen? Wenn ich als Krankenpflegerin in einem Krankenhaus arbeite, bei dem es hinten und vorne an Personal fehlt? Eine Berufsordnung verpflichtet abhängig Beschäftigte, ohne ihnen Mittel und Kompetenzen an die Hand zu geben, die Rahmenbedingungen zu beeinflussen oder gar zu ändern. Sie erhöht damit den Druck auf die Pflegekräfte, statt sie zu entlasten und die Verantwortung dahin zu geben, wo sie hingehört: Zu den Arbeitgebern und der Politik. […]
Gewerkschaften in der ehemaligen DDR kennen die Zwangsmitgliedschaft. Für uns ist das indiskutabel. Es muss eine freie Entscheidung bleiben, wo ich mich organisiere. Wir setzen auf Überzeugung, auf die Emanzipation erwachsener Menschen.“

## Geschichte
Seit über 100 Jahren fordern Pflegende die Selbstverwaltung ihres Berufes. Schon die Krankenschwester und Reformerin der deutschen Krankenpflege Agnes Karll definierte 1903 auf der Gründungsversammlung der Berufsorganisation der Krankenpflegerinnen Deutschlands (B.O.K.D.) erstmals das Selbstverständnis des pflegerischen Berufes:

„Wir, die als selbstständige, selbstverantwortliche Menschen dem Leben gegenüberstehen, sind selbst schuldig, wenn wir nicht die rechtlichen Wege suchen und bahnen helfen, um fähig für unsere Lebensaufgabe zu werden. Wer soll denn unseren Beruf aufbauen, wenn wir es nicht selbst tun.“

In den Siebzigerjahren des 20. Jahrhunderts sprachen sich Pflegende erneut für ihre Selbstverwaltung, insbesondere für die Errichtung einer Kammer für Pflegeberufe aus. Auf dem 4. Nationalen Kongress für Krankenpflege 1981 in Hamburg formulierten Krankenpflegerinnen und Krankenpfleger erstmals das Dilemma der Pflege, das durch die Überfremdung ihres Berufsstandes entstehe. Als Begründung führten sie die Tätigkeitsdelegation der Ärzte, fehlende adäquate Stellenplan- oder Ausbildungsnovellierungen sowie mangelnde Klärung diffuser Rechtssituationen an.
Mitte der Achtzigerjahre des 20. Jahrhunderts entstand die Arbeitsgruppe Münchener Pflegekräfte (AMP). Sie setzte sich für bessere Arbeitsbedingungen und eine bessere Bezahlung der Pflegenden ein. Zusammen mit Gewerkschaften  und Pflegeverbänden demonstrierte sie bundesweit für grundlegende inhaltliche Veränderungen und die Selbstverwaltung des Pflegeberufs. Auf der Delegiertentagung des Bundesausschusses der Arbeitsgemeinschaften der Unterrichtsschwestern und Unterrichtspfleger plädieren leitende Pflegekräfte 1989 ebenfalls für die Errichtung von Pflegekammern. Zu Beginn der 1990er Jahre spaltete sich die Arbeitsgruppe Münchener Pflegekräfte in die Pflegegewerkschaft und in den Förderverein zur Gründung einer Pflegekammer in Bayern e. V.  In nahezu allen Bundesländern wurden ebenfalls Fördervereine und Initiativgruppen gebildet.
Am 11. Februar 1995 konstituierte sich der Runde Tisch zur Errichtung von Pflegekammern. Er vernetzte alle bis zu dem Zeitpunkt gegründeten Fördervereine und die die Kammergründung mittragenden Pflegeverbände. Im Jahr 1997 ging dieser dann in der Nationalen Konferenz zur Errichtung von Pflegekammern in Deutschland auf, die seitdem mit der pflegepolitischen Dachorganisation, dem 1998 gegründeten Deutschen Pflegerat, kooperiert. In seiner Strausberger Erklärung vom 31. August 2004 appellierte er an die Politik, mit der Errichtung von Pflegekammern auf Landes- und Bundesebene für professionell Pflegende zu beginnen. Zehn Jahre später, am 19. Dezember 2014 wurde die Landespflegekammer Rheinland-Pfalz als bundesweit erste Pflegekammer vom rheinland-pfälzischen Landtag errichtet. Es folgten am 15. Juli 2015 die Schleswig-Holsteinische Pflegeberufekammer und am 14. Dezember 2016 die Pflegekammer Niedersachsen.

## Aktuelle Situation in Deutschland

Eine Darstellung der aktuellen Pflegekammern in Deutschland. Rot = Keine Kammer, orange = Kammer aufgelöst, grün = Bestehende Kammer, Blau = Pflegering

Die Selbstverwaltung der Heilberufe in Form von Kammern fällt auf Grund der föderalen Verfassung der Bundesrepublik Deutschland in den Zuständigkeitsbereich der Bundesländer. Jedes Bundesland besitzt ein eigenes Heilberufekammergesetz (HKG). Das HKG des jeweiligen Bundeslandes bildet die Grundlage für die Struktur und Organisation der Kammern als Körperschaft öffentlichen Rechts. Mehrere Landespflegekammern können sich zu einer Bundespflegekammer zusammenschließen.
Verwirrenderweise positionieren sich derzeit (Stand: Januar 2019) politische Parteien zum Thema Pflegekammern je nach Bundesland unterschiedlich: In den meisten Ländern befürwortet die SPD Pflegekammern, in Berlin jedoch soll es nach dem Willen der SPD keine Pflegekammer geben. Dort wie in Nordrhein-Westfalen gehört die CDU zu den treibenden Kräften der Einrichtung einer Pflegekammer, während die CDU in anderen Ländern die Institution Pflegekammer ablehnt. Die FDP ist im Prinzip gegen Pflegekammern, trägt diese Einrichtungen aber in Nordrhein-Westfalen und Schleswig-Holstein mit. In Sachsen, Sachsen-Anhalt und Thüringen sind Planungen bezüglich der Einrichtung von Pflegekammern eingestellt worden. Arbeitgeberverbände und Gewerkschaften positionieren sich überwiegend gegen die Einrichtung von Pflegekammern.
Die Entscheidung, ob es in einem Land eine Pflegekammer gibt und (wenn ja), wie diese strukturiert ist und welche Aufgaben sie en détail zu erfüllen hat, trifft die Mehrheit der Abgeordneten im Parlament des betreffenden Landes.
Üblicherweise werden in Deutschland in der öffentlichen Verwaltung nur solche Berufe verkammert, welche entweder einen sehr hohen Anteil selbständiger Unternehmer (zum Beispiel Handwerkskammer, Industrie- und Handelskammer, Landwirtschaftskammer) oder aber weit überwiegend freien Berufen (zum Beispiel Ärztekammer, Tierärztekammer, Zahnärztekammer, Notarkammer, Rechtsanwaltskammer, Architektenkammer, Steuerberaterkammer, Psychotherapeutenkammer, Apothekerkammer) aufweisen.

### Bundesebene
Der Startschuss für die Gründung dieser Bundesarbeitsgemeinschaft fiel während des Deutschen Pflegetages im März 2016. Dort übergab die Nationale Konferenz zur Errichtung von Pflegekammern in Deutschland die Zuständigkeit der Gründung an den Deutschen Pflegerat. Der Deutsche Pflegerat hat die Errichtung einer Gründungskonferenz für eine Bundespflegekammer gemeinschaftlich mit der Landespflegekammer Rheinland-Pfalz beschlossen. Die Gründungskonferenz soll innerhalb eines Jahres Vorbereitungen mit den bereits existierenden Kammern und Initiativen in den Ländern treffen, um eine Bundespflegekammer als zukünftige Spitzenorganisation der pflegerischen Selbstverwaltung zu bilden. All diese Vorgänge sind insofern von Bedeutung, als sie die Politiker, die allein legitimiert sind, verbindliche Beschlüsse über Pflegekammern zu fassen, in Zugzwang setzen.

### Länderebene

#### Baden-Württemberg
Die Einrichtung einer Pflegekammer in Baden-Württemberg wurde am 10. Juli 2014 im Sozialausschuss des Landtages diskutiert. Dazu lud Bärbl Mielich, MdL und Vorsitzende des Ausschusses Vertreter des Landespflegerates ein. Im Gespräch eröffneten sie dem Thema Pflegekammer eine weitere Perspektive. Die Gespräche und Diskussionen sollen fortgeführt werden. Dem Landespflegerat reicht das jedoch nicht aus. In einer Petition Ja – zur Pflegekammer in Baden-Württemberg sammelte er im Zeitraum von Dezember 2014 bis Februar 2015 rund 16.500 Unterschriften für die Errichtung einer Kammer. Diese übergaben sie am 5. März an Ministerin Katrin Altpeter, die sich für eine Selbstverwaltung der Pflegekräfte ausspricht. 2018 erfolgte eine Befragung von Pflegefachpersonen in Baden-Württemberg, bei der sich 68 % für die Errichtung einer Landespflegekammer aussprachen. Im Dezember 2022 lud die Landesregierung über das Beteiligungsportal Baden-Württemberg alle Interessierten ein, den Gesetzentwurf einzusehen, zu bewerten, zu kommentieren, sich zu informieren und zu positionieren. Nachdem ein Gründungsausschuss zur Errichtung einer Landespflegekammer über 120.000 Pflegefachkräfte in Baden-Württemberg angeschrieben und eine Registrierungsbefragung durchführte, kam am 10. Juni 2024 das Gesundheitsministerium zu dem Schluss, dass das erforderlich Quorum nicht erreicht und somit keine Landespflegekammer eingerichtet werden wird. Gesetzlich erforderlich wäre dafür gewesen, dass 43 Prozent der Pflegekräfte keine Einwände gegen ihre Registrierung bzw. die Errichtung einer Landespflegekammer erhoben hätten. Es waren jedoch 3.377 Registrierungen zu wenig bis zum Stichtag zustande gekommen, so dass das Vorhaben nun gestoppt ist.

#### Bayern
Nach einer Umfrage des Ministeriums haben sich 50 Prozent der Pflegenden in den letzten Jahren für eine Kammer ausgesprochen (siehe Abschlussbericht der Befragung S. 14). Melanie Huml (Staatsministerin für Gesundheit und Pflege, CSU) bietet der Pflege, gegen massiven Widerstand (Demonstration mit 2500 Pflegenden vor dem Ministerium in München 2016), einen Pflegering oder Interessensgemeinschaft der Pflegenden an. Der Bayerische Landespflegerat (BLPR / Bay Arge) spricht sich eindeutig gegen diese Lösung aus. Das Konstrukt wird mit einer freiwilligen Mitgliedschaft und einer Finanzierung durch das Land Bayern beworben. Die Mitgliederstruktur soll nicht ausschließlich durch Arbeitnehmer der Pflege bestehen. Durch die Abhängigkeit von den Finanzen der Politik gilt diese Lösung auch als nicht frei von äußeren Einflüssen und nicht als reine Interessensvertretung der Pflegeempfänger und Pflegenden.
Am 24. Oktober 2017 hat sich die Vereinigung der Pflegenden in Bayern gegründet. Der freiwillige Zusammenschluss von Pflegenden soll als öffentlich-rechtliche Körperschaft anstelle einer Landespflegekammer, die für alle Pflegenden verpflichtend gewesen wäre, unter anderem für die Berufsaufsicht im Freistaat zuständig sein. Darüber hinaus soll sie mithilfe von Fort- und Weiterbildungen die Qualität in der Pflege verbessern. Ob eine Institution ohne Pflichtmitgliedschaft eine demokratische Legitimation für die von ihr angeordneten Maßnahmen besitzt, ist unter Juristen umstritten.

#### Berlin
Berlin ist das erste Bundesland, in dem eine gewerkschaftliche Interessenvertretung im Jahr 2013, nämlich der DBB Beamtenbund und Tarifunion, die Gründung einer Pflegekammer unterstützt. Demnach wolle der DBB Berlin sich dafür einsetzen, dass gegenüber dem Senat von Berlin die Errichtung einer Pflegekammer vorangetrieben wird. Berliner Arbeitgebervertreter wehren sich hingegen vehement gegen die Einrichtung einer Pflegekammer. Anders als ihre Berliner Kollegen 2013 sind 2019 die Funktionäre des Niedersächsischen Beamtenbunds der Auffassung, dass „[m]it der Kammer […] ein Konstrukt geschaffen worden [sei], [das] weder Akzeptanz bei den Mitgliedern noch wirkliche Kompetenzen“ habe.
Im Zeitraum zwischen November 2014 und März 2015 führte die Alice Salomon Hochschule eine repräsentative Studie zur Akzeptanz einer Kammergründung durch, gefördert von der Senatsverwaltung für Gesundheit und Soziales.
Das Ergebnis der Studie war von großer Zustimmung geprägt: 58,8 Prozent der Befragten sprachen sich für die Gründung einer Pflegekammer aus, nur 17,1 Prozent dagegen.
Dennoch forciert der Berliner Senat keine Pläne zur Errichtung einer Pflegekammer.

#### Brandenburg
Im Jahr 2013 fordert die CDU-Opposition im Landtag eine Pflegekammer für Brandenburg. Man solle dem Beispiel aus anderen Bundesländern folgen und eine Befragung der Berufsangehörigen zum Thema in die Wege leiten. Außerdem soll geprüft werden, ob eine gemeinsame Pflegekammer Berlin/Brandenburg gebildet werden kann. Die Landesregierung lehnte den Antrag jedoch ab.
Im April 2014 brachten CDU und Bündnis 90/Die Grünen sowie die regierende Fraktion aus SPD und DIE LINKE erneut jeweils ihren Antrag in den Landtag ein. Die Regierung gab dem Antrag aus SPD und DIE LINKE statt, der zunächst eine Informationskampagne fordert, um die Pflegenden für eine Befragung zur Pflegekammer aufzuklären und zu sensibilisieren.
Parallel zum parlamentarischen Prozess gründete sich die Initiative Pflegekammer Brandenburg, die im Rahmen einer Petition Unterschriften für eine Verkammerung sammelt.
Eine Entscheidung ist vor der Landtagswahl 2019 nicht zu erwarten.

#### Bremen
Zu Beginn des Jahres 2012 sind beim Bremer Pflegerat über 1.000 Unterschriften von Pflegenden für die Errichtung einer Pflegekammer in Bremen eingegangen. Demnach fordern 70 bis 75 Prozent der Pflegenden die Errichtung einer Pflegekammer.
Auch in einem Entwurf zur Bremer Pflegeoffensive vom 20. September 2011 verpflichtete sich das Bundesland, die Möglichkeit zur Errichtung und die Rechtmäßigkeit einer Pflegekammer zu überprüfen. Die große Mehrheit der beruflich Pflegenden hatten die Gründung einer Pflegekammer bei der Auftaktveranstaltung zur Bremer Pflegeoffensive als höchste Priorität eingestuft. Nur so könne das Ziel, nämlich die Sicherstellung einer qualitativ hochwertigen und bedarfsgerechten Pflegelandschaft in Bremen erreicht werden. Im Entwurf vom 15. Mai 2012 der Vereinbarung zur Bremer Pflegeoffensive gegen den Fachkräftemangel ist das Thema Pflegekammer dann jedoch auf den letzten Platz der Prioritätenliste gerutscht, ohne den Willen der professionell Pflegenden zu berücksichtigen.
Die CDU reichte für die Bürgerschaftsdebatte am 11. Juli 2012 noch einmal einen Antrag auf Prüfung einer Pflegekammer ein. Dieser wurde von der Opposition im Landtag jedoch mit der Begründung abgelehnt, nicht die Existenz der Arbeitnehmerkammer zu gefährden, in der in Bremen alle Arbeitnehmer (außer Beamten) Zwangsmitglieder sind. Damit verschwand die Prüfung einer Pflegekammer von der politischen Bildfläche.

#### Hamburg
Seit dem 21. November 2006 besteht in Hamburg der Förderverein zur Errichtung einer Pflegekammer in Hamburg e. V., der sich zum Ziel gesetzt hat, die Einsetzung einer Pflegekammer in Hamburg zu erwirken und damit die Gesundheitspflege von Bürgerinnen und Bürgern zu sichern und zu verbessern.
Im Juni 2013 brachte die Fraktion von Bündnis 90/Die Grünen einen Antrag in den Landtag ein, der die Einführung einer Hamburger Pflegekammer prüfen soll. Außerdem soll eine repräsentative Umfrage unter den Pflegefachkräften mit der Fragestellung durchgeführt werden, ob diese die Gründung einer Pflegekammer in Hamburg grundsätzlich befürworten würden. Laut dieser im Zeitraum von September bis Dezember 2013 durchgeführten Umfrage sprachen sich nur 36 Prozent der Befragten für eine Pflegekammer aus, 48 Prozent lehnten diese ab, 16 Prozent konnten oder wollten keine Entscheidung treffen.
In der Folge erklärte Hamburgs Gesundheitssenatorin Cornelia Prüfer-Storcks den Verzicht auf die Gründung einer Pflegekammer.

#### Hessen
Die hessische Regierungskoalition aus CDU und Bündnis 90/Die Grünen hält in ihrem Koalitionsvertrag für die 19. Wahlperiode von 2014 bis 2019 fest, die Gründung einer Pflegekammer unter Beteiligung der Betroffenen zu prüfen.
Bereits im Jahr 2001 richtete sich die Landtagsabgeordnete Barbara Stolterfroht (SPD) mit der Frage an die Landesregierung, wie diese zur Einrichtung von Pflegekammern stehe. Die Landesregierung beantwortete die Frage insofern als der Meinungsbildungsprozess noch nicht abgeschlossen sei. Es werde neben den Aufgaben die fachlichen Voraussetzungen sowie die rechtlichen Möglichkeiten zur Errichtung einer Kammer für Pflegeberufe geprüft.
Zur selben Thematik liegt ein Positionspapier des Fachbeirats Pflege zur Errichtung einer Kammer für Pflegeberufe in Hessen aus dem Jahr 2007 vor. Zusammenfassend sei eine Pflegekammer die logische und absolut notwendige Konsequenz, wenn es darum gehe, die Gesundheit und Versorgung aller bedürftigen Menschen sicherzustellen. Jedoch träfen die professionell Pflegenden eine entsprechende Entscheidung.
Als Antwort einer kleinen Anfrage der Abgeordneten Neuschäfer und Weiß (SPD) vom 5. Juni 2014 äußert die Landesregierung außerdem, dass in Stellungnahmen der Fachverbände als wesentliches Argument für die Einrichtung von Pflegekammern das Fehlen von fachlicher Expertise in der Politik benannt würde sowie die damit verbundenen Defizite in der Weiterentwicklung des Pflegeberufs.
Dieser Argumentation stimmt das hessische Ministerium für Soziales und Integration nicht zu. Es vertritt den Standpunkt, der mit Erlass vom 12. Februar 1996 eingerichtete Fachbeirat Pflege böte den Akteuren ausreichend Möglichkeit, sich im Rahmen von Gesetzgebung, Qualitätsstandards, Möglichkeiten der Anerkennung zu beteiligen.
Das Thema Pflegekammer war auch im weiteren zeitlichen Verlauf immer wieder Gegenstand der Sitzungen des Fachbeirats, zuletzt am 6. März 2013. Im Jahr 2014 befürworteten nur 36 Prozent der Befragten die Errichtung einer Pflegekammer.

#### Mecklenburg-Vorpommern
In Mecklenburg-Vorpommern brachten die Fraktionen von SPD und CDU im Jahr 2012 einen Antrag in den Landtag ein, um die Errichtung einer Pflegekammer zu prüfen. Dieser wurde jedoch auf Druck der Arbeitgeber zurückgezogen.
Am 20. Februar 2014 wandte sich die Ministerin für Arbeit, Gleichstellung und Soziales Birgit Hesse in einem Brief an die Beschäftigten im Bereich Pflege. Darin tat sie ihr Vorhaben kund, eine Studie zur Situation der Pflegeberufe von einem externen Beauftragten erstellen zu lassen. Die so dadurch gewonnenen Ergebnisse sollen Entscheidungen zur Sicherung einer qualitativ hochwertigen Pflege in Mecklenburg-Vorpommern unterstützen.
In diesem Rahmen wurde auch die Meinung der Pflegenden zur Gründung einer Pflegekammer befragt. 73 Prozent der Befragten stimmten im Zeitraum von Februar bis Mai 2015 für eine Pflegekammer, 16 Prozent lehnen sie ab, 11 Prozent sind unentschlossen, wie am 2. Dezember 2015 bekannt wurde. Dies ist die zweithöchste Zustimmung zur Errichtung einer Pflegekammer von allen Länderbefragungen nach Rheinland-Pfalz. Nun fordert der DBfK die Landesregierung auf, umgehend damit zu beginnen, dem Wunsch der Berufsgruppe nachzukommen.

#### Niedersachsen
In Niedersachsen wurde am 12. Dezember 2016 die Errichtung einer Pflegekammer vom Niedersächsischen Landtag beschlossen. Der 1. Januar 2017 gilt als Gründungsdatum. Am 7. September 2020 gab die zuständige Ministerin Carola Reimann (SPD) in Hannover bekannt, dass die Kammer als Ergebnis einer Mitgliederbefragung aufgelöst (abgewickelt) wird.
Seit dem 29. September 1998 besteht der Förderverein zur Errichtung einer Pflegekammer in Niedersachsen e. V. aus Schortens, der sich die Förderung der Sicherung und Verbesserung der öffentlichen Gesundheitspflege von Bürgerinnen und Bürgern in Niedersachsen sowie die Einsetzung einer Pflegekammer in Niedersachsen als Ziel gesetzt hat.
Im Februar 2010 legten die Fraktionen von SPD und Bündnis 90/Die Grünen aus der Opposition heraus dem Landtag zwei Anträge vor, die die Pflegekammer betreffen. Der Landtag stimmte auf Empfehlung des Ausschusses für Soziales, Frauen, Familie, Gesundheit und Integration dem Attraktivität der Pflegeberufe steigern – Pflegekammer einrichten betitelten Antrag der SPD zu. Darin fordert diese die Landesregierung auf, ein Konzept zur Einrichtung einer Niedersächsischen Pflegekammer vorzulegen.
Im Folgenden gab das Land ein Gutachten in Auftrag, um die Rechtmäßigkeit der Einrichtung einer Pflegekammer zu überprüfen. Im Kern kommt der Gutachter zu dem Ergebnis, dass eine Einrichtung rechtmäßig ist, wenn der Landesgesetzgeber befindet, dass die Voraussetzungen für die Gründung einer Pflegekammer gegeben sind. Des Weiteren führte Infratest dimap im Auftrag des Sozialministeriums von November 2012 bis Januar 2013 eine repräsentative Umfrage unter 1039 niedersächsischen Pflegefachkräften durch. Ergebnis war ein differenziertes Bild. Die überwiegende Mehrheit (67 Prozent) sprachen sich zunächst grundsätzlich für die Errichtung einer Pflegekammer aus. Einer Pflichtmitgliedschaft mit Beitragspflicht stimmen nur 42 Prozent der Befragten zu. Derzeit steht die Pflegekammer Niedersachsen in einer heftigen Kritik. Viele Pflegekräfte in Niedersachsen verlangen zum Jahreswechsel 2018/2019, die Pflegekammer wieder aufzulösen, mindestens aber die Zwangsmitgliedschaft in ihr und die damit verbundenen Zwangsbeiträge abzuschaffen.
Nach einer Mitgliederbefragung wurde 2021 vom niedersächsischen Landtag die Auflösung der niedersächsischen Kammer beschlossen.

#### Nordrhein-Westfalen
Die Pflegekammer Nordrhein-Westfalen ist die gesetzliche Berufsvertretung aller Pflegefachfrauen und Pflegefachmänner, Altenpfleger, Gesundheits- und Krankenpfleger und Gesundheits- und Kinderkrankenpfleger in Nordrhein-Westfalen. Der Errichtungsausschuss nahm am 21. September 2020 die Arbeit auf. Sie ist eine rechtsfähige Körperschaft des öffentlichen Rechts mit Selbstverwaltung und Sitz in Düsseldorf und vertritt die Belange von über 200.000 Mitgliedern.

#### Rheinland-Pfalz
Die erste Pflegekammer in Deutschland hat am 1. Januar 2016 in Rheinland-Pfalz ihre Arbeit aufgenommen. Sie vertritt nach Eigenangabe die Belange von ca. 40.000 Pflegefachkräften. Neben den Mitgliedern der drei Pflegeberufe sind freiwillige Mitglieder mit vollem Wahlrecht auch die Auszubildenden der Kranken- und Altenpflege. Mit 21 Sitzen hat die gemeinsame Liste der Berufsverbände DPO/komba die Mehrheit der Stimmen inne.

#### Saarland
Im Vergleich zu anderen Bundesländern liegt im Saarland eine besondere Situation vor, die nur mit der im Land Bremen vergleichbar ist. Alle Arbeitnehmer sind Pflichtmitglied in der Arbeitskammer des Saarlandes. Bei Gründung einer Pflegekammer müssten die Pflegekräfte doppelte Beiträge bezahlen.
In einer Stellungnahme vom 3. November 2014 lehnen die Arbeitskammer, der DGB und die Gewerkschaft verdi eine Pflegekammer für das Saarland ab. Im Gegenzug schlagen sie vor, ein Referat Pflege sowie einen eigenen Ausschuss Pflege der Vertreterversammlung einzurichten und die Position der Pflege in der Öffentlichkeit zu stärken.
Diese Schritte lehnt der Saarländische Landespflegerat jedoch ab. Ein Argument war dabei, dass es nicht Aufgabe der Arbeitskammer ist, die berufspolitischen Interessen der professionell Pflegenden zu vertreten.
Die zum 1. Juni 2015 ausgeschriebene Stelle für einen Pflegereferenten führte dazu, dass der Saarländische Pflegerat den Pflegedialog aufkündigte, in dem sich zahlreiche Organisationen seit 2012 unter anderem mit der Frage beschäftigen, ob im Saarland eine Pflegekammer geschaffen werden soll.
Im November 2015 bekräftigte der Vorsitzende des Gesundheitsausschusses des saarländischen Landtages, dass es in nächster Zeit keine Pflegekammer für die saarländischen Pflegekräfte geben werde. Die Landesregierung will zuerst die Erfahrungen mit der Landespflegekammer in Rheinland-Pfalz abwarten. Allerdings solle das Thema wieder im Jahr 2016 im Gesundheitsausschuss thematisiert werden.

#### Sachsen
Konsequenz aus Gesprächen des Sozialministeriums und des Pflegerates war auch in Sachsen eine landesweite Befragung der Pflegekräfte. Diese wurde von Seiten der Politik angeregt um eine breite Basis für ein weiteres Vorgehen zu schaffen. In dieser Studie von November 2010 bis März 2011 sprachen sich 69,8 Prozent für die Gründung einer Pflegekammer aus. Allerdings sendeten nur 19,73 Prozent aller Befragten die Fragebögen zurück.
Die Ergebnisse der Basisbefragung übergab der Vorsitzende des Sächsischen Pflegerats Konrad Schumann am 29. September 2011 an die Sächsische Staatsministerin für Soziales und Verbraucherschutz Frau Christine Clauß. Weitere Gespräche waren 2016 angekündigt. In Sachsen ist 2019 keine Errichtung einer Pflegekammer geplant.

#### Sachsen-Anhalt
Die Landesregierung in Sachsen-Anhalt wurde vom Landtag am 5. Juni 2013 gebeten, einen Bericht über das Pro und Contra der Errichtung einer Pflegekammer zu verfassen. Diesen Bericht legte die Regierung am 6. August 2015 vor.
Die Empfehlung der CDU-Fraktion in Sachsen-Anhalt, weitere repräsentative Umfragen in der Berufsgruppe zu initiieren, hält der DBfK hingegen für überflüssig, da aus zahlreichen repräsentativen Umfragen bereits positive Ergebnisse vorliegen. In Sachsen-Anhalt ist 2019 keine Errichtung einer Pflegekammer geplant.

#### Schleswig-Holstein
In Schleswig-Holstein beschloss der Landtag am 15. Juli 2015 die Errichtung einer Pflegeberufekammer. Damit befindet sich die zweite Pflegekammer eines Bundeslandes in der Gründung. Ministerin Kristin Alheit (SPD) berief Berufsangehörige zu Mitgliedern des sogenannten Errichtungsausschusses, der die Einberufung der ersten gewählten Kammerversammlung vorbereitet.
Am 11. Juni 2021 trat das Gesetz zur Abwicklung der Pflegeberufekammer in Kraft, mit dem Ziel, die Pflegeberufekammer aufzulösen.
Die abstimmungsberechtigten Mitglieder der Pflegeberufekammer Schleswig-Holstein hatten zuvor in großer Zahl die Gelegenheit der durch einen Landtagsbeschluss (19/1877) herbeigeführten Abstimmung genutzt.
Von den 23.579 abstimmungsberechtigten Mitgliedern der Pflegeberufekammer haben 17.747 teilgenommen. Von den gültigen abgegebenen Stimmen (17.372) entfielen auf die Auflösung der Kammer 91,77 Prozent (15.942) und auf die Fortführung der Kammer 8,23 Prozent (1.430).

#### Thüringen
Im Bundesland Thüringen bestehen derzeit keine Bestrebungen eine Pflegekammer zu schaffen. Laut Koalitionsvertrag der Regierungsparteien soll eine Pflegekammer eingerichtet werden, wenn die betroffenen Akteurinnen und Akteuren dieses einfordern und es zur Stärkung des Berufsfeldes der Pflege beiträgt.

## Pflegekammern in Europa
Außerhalb Deutschlands existiert eine Vielzahl von Vorbildern einer beruflichen Selbstverwaltung der Pflege. Die älteste Pflegekammer Europas geht auf das Jahr 1918 zurück und wurde im Vereinigten Königreich gegründet. Aktuellere Gründungen fanden 1998 in Portugal, 2002 in der Slowakei und 2010 in Frankreich statt. Neben den genannten Pflegekammern existieren weitere in Dänemark, Norwegen, Polen, Rumänien, Schweden, Serbien, Slowenien, Spanien, Ungarn und Zypern. Pflegekammern sind also in zahlreichen europäischen Rechtsordnungen anzutreffen.